# Macrodactylus aeneipes
Macrodactylus aeneipes är en skalbaggsart som beskrevs av Moser 1918. Macrodactylus aeneipes ingår i släktet Macrodactylus och familjen Melolonthidae. Inga underarter finns listade i Catalogue of Life.